# Ioan Toma Stănculescu
 (novembre 2023).
 Ioan Toma Stănculescu , né le 20 mai 1919 à Bucarest en Roumanie, et mort le  22 janvier 2002 à Bucarest, est un ingénieur civil roumain spécialiste eh géotechnique et,

## Biographie
Né le 20 mai 1919 à Bucarest, Ioan Toma Stanculescu est le fils du général Ioan Stănculescu et de Elsa Bolton. Après ses études secondaires au  Lycée Spiru Haret de Bucarest, il suivit les cours de la Faculté de Génie Civil de la  Polifechnique de Bucarest, qu’il finit en 1942 comme chef de promotion.

## Activité d’enseignant
Après avoir reçu son diplôme d’ingénieur, Ioan Toma Stănculescu a commencé son activité d’enseignant, parallèlement à ses autres emplois. Au début, il a travaillé comme préparateur, sans rémunération, pour les projets de béton armé, assistant le professeur Mihail Hangan. Eh 1946, il est nommé au poste d’assistant au cours de ponts et constructions métalliques et en 1949  fut avancé au poste de chef de travaux. Finalement, en 1950 il est nommé maître de conférences en géotechnique et fondations.
Il a atteint la position de professeur universitaire en 1966, étant en même temps chef de la chaire de géotechnique et fondations. De 1968 a 1972 il a été vice-recteur de l’ Institut de gémie civil de Bucarest
En mars 1998 il a reçu le titre de docteur hohoris causa de  Institut de gémie civil de Bucarest.

## Recherches
Immédiatement après avoir terminé ses études universitaires, en 1942, Ioan Toma Stănculescu il est employé parallèlement à l'Administration des Ports et Voies Navigables. Il participe aux travaux suivants : 
- étude de la nature du terrain de la Base Navale de Tașaul et du port de Constanța ;
- étude de la nature du terrain sur le tracé du canal Cernavoda – Constanța ;
- 'étude de la stabilité du rivage du port Galați;
- 'enquête sur la nature du sous-sol du chantier naval  Turnu Severin;
- étude des causes des tassements des silos de Medgidia et de Tândărei
- examen des terrains de fondation des silos de Frăsinet, Caracal, Slatina, Craiova, Băilesti, Cetate, Portărești , Târnavele, et Smârdioasa;
- étude du terrain de fondation d'un tronçon de 20 km de la route Bucarest– Pitești;
- recherche des conditions de fondation des ponts en Transylvanie, endommagés pendant la guerre, sur la rivière Someș et ses affluents ;
- recherches géotechniques concernant la stabilité de certains quais et jetées du port Brăila[1].

Transféré à la Direction Générale du Canal Danube - Mer Noire, ou il a travaillé de 1948 à 1952, il a dirigé t les travaux de recherche géotechniques sur le tracé du canal, en organisant des essais pour établir la capacité portante des pieux et des essais de drainage des sédiments fins de la vallée de la rivière Carasu. Parallèlement, il développe la technologie de consolidation des sols par brûlage, méthode appliquée au remblai de Constanta.
De 1952 à 1959 il a travaillé comme ingénieur-conseil au Métro de Bucarest, au ministère des Chemins de Fer et au ministère des Transports Routiers, Nivaux et Aériens. Il a eu des contributions importantes a l’étude des particularités stratigraphiques et hydrogéologiques de la capitale, qui ont déterminé la solution retenue pour la construction du métro. D’autres études ont analysé les méthodes de consolidation des constructions fondées sur sols sensibles à l'humidité. Ses études ont erre appliquées aux châteaux d'eau de la gare de Fetești et dé à Brăila, ou le terrain a aussi été consolidé par voie thermique.
En 1959, Ioan Toma Stanculescu est resté dans la fonction de base de l'école, mais continue de résoudre des problèmes difficiles de fondation. Un domaine dans lequel le professeur Ioan Stanculescu eut des contributions importantes concerne les glissements de terrain les stabilisations durables des glissements de terrain actifs, de nature à permettre la réalisation de l'urbanisme dans des conditions sûres. On peut citer comme exemples lestravaux sur Valea Cetatii et les versants vers la rivière Suceava et la rivière Scheii, ainsi que les mesures de consolidation appliquées à Iasi sur le versant de la colline Copou, dans les quartiers de ´icau, Aurora, Gradina Botanica.
D’autres projets auxquels il a contribué sont :
- Consolidation de la station thermale d'Ocna Sibiului, où des tassements importants et inégaux ont été signalés.
- Consolidation de certains bâtiments situés sur un terrain en pente douce, dans la région de Valcea
- Consolidation d’un four à coke de Hunedoara[1].

## Famille
Ioan Toma Stanculescu est le frère de l’ingénieur Mircea Dan Mihai Stanculescu.
Ioan Toma Stanculescu est marié à Georgeta Romașcanu (1919-2003). Ils eurent deux enfants : Ion Stanculescu (1945-1984) et Gheorghe Radu Stanculescu (1948-)

## Ouvrages
- Mecanica terenului, 1948
- Încercarea pâmânturilor pentru fundații, Ed. Tehnică, 1950;
- Curs de Fundații. Sisteme de Fundații, Ed. Institutului de Căi Ferate, 1955;
- Curs de Fundații. Procedee de Fundare, Ed. Institutului de Căi Ferate, 1955;
- Curs de Geotehnică și Fundații – partea I: Geotehnica, Ed. Didactica si Pedagogica, 1960.